# Kane Tanaka
Kane Ota, conocida como Kane Tanaka (田中カ子 Tanaka Kane?, Fukuoka, Japón, 2 de enero de 1903-Ib., 19 de abril de 2022), fue una supercentenaria japonesa que alcanzó la edad de 119 años y 107 días. Ostenta el título de la segunda persona más longeva de todos los tiempos y fue la persona viva más anciana del mundo entre 2018 y 2022. Así mismo, fue la última persona nacida en 1903 en morir. 
Hasta su muerte era considerada la persona viva más longeva verificada, desde la muerte de Chiyo Miyako el 22 de julio de 2018. Es la segunda persona más anciana de la historia sólo superada por la francesa Jeanne Calment (122 años). Junto a ella y a la estadounidense Sarah Knauss (119 años) fue una de las tres únicas personas en haber alcanzado los 119 años documentados.

## Biografía
Tanaka nació el 2 de enero de 1903 en el pueblo de Wajiro (ahora parte de Fukuoka), en la Prefectura de Fukuoka, Japón, en la isla sureña de Kyushu. Tanaka nació prematuramente siendo hija de Tanaka Giichi. Durante la Segunda Guerra Mundial, trabajó en una tienda vendiendo mochi (pasteles de arroz típicos de Japón) con su marido Hideo Tanaka. Después de que su hijo muriera durante la guerra, continuó trabajando en la tienda hasta retirarse a la edad de 63 años. En los años 1970, visitó los Estados Unidos, donde tiene varias sobrinas y sobrinos.
Con 103 años de edad, Kane fue diagnosticada con cáncer de colon del cual sobrevivió. Cuando tenía 107 años, su hijo escribió un libro en el cual habla sobre su vida y longevidad titulado En tiempos buenos y malos, 107 años. A los 113 años, y durante una entrevista con la reportera japonesa TNC desde su residencia para personas mayores, declaró: "Ya que he llegado tan lejos, no tengo ninguna elección, tendré que intentarlo más duramente. ¡Haré mi mejor esfuerzo!" (haciendo referencia a su longevidad). Fue entrevistada por KBC en septiembre de 2017 cuando tenía 114 años.
Tanaka vivió en una residencia de ancianos en el distrito electoral de Higashi-ku de Fukuoka. Aún disfrutaba de buena salud y ocupaba su tiempo jugando al Othello, un juego de mesa, y dando paseos cortos en los pasillos de sus instalaciones. Entre sus pasatiempos se incluían la caligrafía y el cálculo. En su opinión, las horas de sueño y la esperanza eran los secretos de la longevidad de su familia. En julio de 2018 dijo que le gustaría vivir otros cinco años, hasta los 120 años.
Tanaka daba importancia a consumir alimentos como arroz, sopa y peces pequeños, así como a beber mucha agua, una dieta que siguió desde que tuvo aproximadamente 112 años. También añadió tener un gran apetito y comer sus golosinas preferidas, además de beber tres latas de café enlatado y gaseosas, junto con bebidas nutritivas. Su sobrino-nieto, Gary Funakoshi declaró ante la Unión Tribunal de San Diego que Tanaka atribuye su longevidad a su fe en Dios.
Estaba previsto que Tanaka sostuviera la antorcha olímpica en los Juegos Olímpicos de Tokio 2020. Sin embargo, debido al incremento de casos de Coronavirus en Japón, se retiró.

## Longevidad
El 25 de agosto de 2016, con 113 años y 236 días, se convirtió en la décima persona viva más anciana del mundo.
El 28 de marzo de 2017, con 114 años y 85 días, se convirtió en la centésima persona verificada más longeva de la historia.
El 22 de julio de 2018, con la muerte de Chiyo Miyako, de 117 años y 81 días, Tanaka, de 115 años y 201 días, se convirtió en la persona viva más anciana del mundo.
El 29 de enero de 2019, luego de la muerte de Shimoe Akiyama, de 115 años, Tanaka, de 116 años y 27 días, se convirtió en la última persona japonesa nacida en 1903.
El 9 de marzo de 2019, Guinness World Records le otorgó el título de la persona viva más anciana del mundo, a la edad de 116 años y 66 días.
El 18 de junio de 2019, después de la muerte de la italiana Maria Giuseppa Robucci, de 116 años, Tanaka, de 116 años y 167 días, se convirtió en la última persona superviviente nacida en 1903.
El 22 de julio de 2019, cumplió un año con el título de persona más anciana del mundo.
El 5 de octubre de 2019, alcanzó la edad de la estadounidense Gertrude Weaver, de 116 años y 276 días, y se convirtió en la undécima persona más longeva del mundo.
El 9 de noviembre de 2019, alcanzó la edad de la estadounidense Susannah Mushatt Jones, de 116 años y 311 días, y se convirtió en la décima persona más longeva del mundo.
El 15 de diciembre de 2019, alcanzó la edad de la ecuatoriana María Heredia Lecaro, de 116 años y 347 días, y se convirtió en la novena persona más longeva del mundo.
El 2 de enero de 2020, fue la novena persona en cumplir 117 años.
El 29 de enero de 2020, se convirtió en la octava persona más longeva del mundo, tras superar la edad de su compatriota Misao Okawa, de 117 años y 27 días.
El 23 de marzo de 2020, se convirtió en la séptima persona más longeva del mundo, tras superar la edad de su compatriota Chiyo Miyako, de 117 años y 81 días, quien además fue su antecesora como la persona viva más longeva.
El 18 de mayo de 2020, alcanzó la edad de la italiana Emma Morano, de 117 años y 137 días, y se convirtió en la sexta persona más longeva del mundo.
El 9 de julio de 2020, alcanzó la edad de la jamaicana Violet Brown, de 117 años y 189 días, y se convirtió en la quinta persona más longeva del mundo.
El 22 de julio de 2020, cumplió 2 años con el título de persona más anciana del mundo, siendo la séptima persona en alcanzar este hito, y la primera desde María Capovilla.[cita requerida]
El 19 de agosto de 2020, alcanzó la edad de la canadiense Marie Louise Meilleur, de 117 años y 230 días, y se convirtió en la cuarta persona más longeva del mundo.
El 18 de septiembre de 2020, alcanzó la edad de la japonesa Nabi Tajima, de 117 años y 260 días, y se convirtió en la tercera persona más longeva del mundo, así como en la asiática más longeva.
El 24 de septiembre de 2020, se convirtió en la tercera persona de la historia en alcanzar los 43 000 días (117 años y 266 días).[cita requerida]
El 20 de octubre de 2020, igualó el reinado de la ecuatoriana María Heredia Lecaro como la persona viva más longeva del mundo (2 años y 90 días), y se convirtió en la persona con el reinado más largo del siglo XXI.
El 1 de enero de 2021, se convirtió en la primera persona desde la francesa Jeanne Calment, en ser la persona viva más longeva del mundo en cuatro años diferentes del calendario (2018, 2019, 2020 y 2021).
El 2 de enero de 2021, se convirtió en la tercera persona de la historia en cumplir 118 años, tras la francesa Jeanne Calment y la estadounidense Sarah Knauss.
El 17 de abril de 2021, cumplió 1000 días como la persona viva más longeva del mundo.
El 22 de julio de 2021, cumplió 3 años como la persona viva más longeva del mundo.
El 2 de enero de 2022, se convirtió en la tercera persona de la historia en cumplir 119 años, tras la francesa Jeanne Calment y la estadounidense Sarah Knauss, y la primera persona en alcanzar dicha edad en el siglo XXI.
Tras la muerte de Yoshi Otsunari el 26 de enero de 2022, Tanaka se convirtió en la última japonesa superviviente nacida antes de 1907.
Ella y Lucile Randon han sobrevivido a todos los nacidos en 1905, desde la muerte de Antônia da Santa Cruz el 23 de enero de 2022.
El 6 de febrero de 2022, se convirtió en la tercera persona de la historia en alcanzar los 43 500 días (119 años y 35 días).
El 9 de abril de 2022, alcanzó la edad de la estadounidense Sarah Knauss, de 119 años y 97 días, y se convirtió en la segunda persona más longeva de todos los tiempos. Fue la primera vez en la historia que una persona supercentenaria igualó la edad de Sarah Knauss, ya que la francesa Jeanne Calment (la persona verificada más longeva de la historia), alcanzó dicha edad con anterioridad a la estadounidense.
Murió el 19 de abril de 2022 a la edad de 119 años y 107 días. Mientras tanto, la francesa Lucile Randon, de 118 años de edad, se convirtió en la persona verificada más anciana del mundo.